# Andreas Heiser
Andreas Heiser (* 1971) ist ein deutscher evangelisch-freikirchlicher  Theologe.

## Leben
Von 1992 bis 1993 studierte er Germanistik und evangelische Theologie an der Georg-August-Universität Göttingen, von 1993 bis 1999 evangelische Theologie an der Philipps-Universität Marburg und der Ruhr-Universität Bochum.  Nach der Ausbildung zum Pastor im Bund Freier evangelischer Gemeinden am Theologischen Seminar Ewersbach war er von 2004 bis 2010 wissenschaftlicher Mitarbeiter am Lehrstuhl für Ältere Kirchengeschichte der Theologischen Fakultät der Humboldt-Universität zu Berlin. Nach der Promotion zum Dr. theol. 2009 in Berlin ist er seit 2010 Pastor im Bund Freier evangelischer Gemeinden. Seit 2012 ist er Professor an der Theologischen Hochschule Ewersbach (seit 2014 Rektor der Theologischen Hochschule Ewersbach).

## Schriften (Auswahl)
- Die Paulusinszenierung des Johannes Chrysostomus. Epitheta und ihre Vorgeschichte. Tübingen 2012, ISBN 978-3-16-150521-8. doi.org
- mit Christina Bouillon und Holger Eschmann (Hrsg.): Spiritualität und theologische Ausbildung. Evangelische Perspektiven. Göttingen 2018, ISBN 3-8469-0292-6.